# پیتر کوپتف
پیتر کوپتف (فنلاندی: Peter Kopteff؛ زادهٔ ۱۰ آوریل ۱۹۷۹) بازیکن فوتبال اهل فنلاند بود.
از باشگاه‌هایی که در آن بازی کرده‌است می‌توان به باشگاه فوتبال هلسینکی، باشگاه فوتبال استوک سیتی، باشگاه فوتبال السوند اف. کی، باشگاه فوتبال وایکینگ، و باشگاه فوتبال اوترخت اشاره کرد.
وی همچنین در تیم ملی فوتبال فنلاند بازی کرده‌است.